# أيديولوجيا
علم الأفكار أو الأيديولوجيا أو الأيديولوجية (باليونانية القديمة: ἰδέα إيديا، «فكرة»، واللاحقة -λογία لوغوس، «دراسة»؛ بالعربية: الأدلوجة أو الفكروية الفكرانية أو العقيدة الفكرية) تناولت تعريفات عديدة جانبًا أو أكثر من جوانب هذا المصطلح، بوصفه مفهومًا حديثًا، إلا أن التعريف الأكثر تكاملًا يحدد الأيديولوجيا بأنها «النسق الكلي لـلأفكار والمعتقدات والاتجاهات العامة الكامنة في أنماط سلوكية معينة.
وهي تساعد على تفسير الأسس الأخلاقية للفعل الواقعي، وتعمل على توجيهه.
وللنسق المقدرة على تبرير السلوك الشخصي، وإضفاء المشروعية على النظام القائم والدفاع عنه. فضلًا عن أن الأيديولوجيا أصبحت نسقًا قابلًا للتغير استجابة للتغيرات الراهنة والمتوقعة، سواء أكانت على المستوى المحلي أم العالمي».
يُعد دي تراسي أول من وضع هذا المصطلح في عصر التنوير الفرنسي، في كتابه «عناصر الأيديولوجية». ويعني تراسي بالأيديولوجية علم الأفكار، أو العلم الذي يدرس مدى صحة أو خطأ الأفكار التي يحملها الناس. هذه الأفكار التي تُبنى منها النظريات والفرضيات، التي تتلاءم مع العمليات العقلية لأعضاء المجتمع. وقد انتشر استعمال هذا الاصطلاح بحيث أصبح لا يعني علم الأفكار فحسب، بل النظام الفكري والعاطفي الشامل الذي يُعبّر عن مواقف الأفراد من العالم والمجتمع والإنسان. وقد طُبق هذا الاصطلاح بصورة خاصة على المواقف السياسية، التي هي أساس العمل السياسي وأساس تنفيذه وشرعيته. والأيديولوجية السياسية هي الأيديولوجيا التي يلتزم ويتقيد بها رجال السياسة والمفكرون إلى درجة كبيرة، بحيث تؤثر على حديثهم وسلوكهم السياسي، وتحدد إطار علاقاتهم السياسية بالفئات الاجتماعية المختلفة.
الأيديولوجيات السياسية التي تؤمن بها الفئات الاجتماعية المختلفة في المجتمع، قد تتضارب مع بعضها، أو تتسم بالأسلوب الإصلاحي أو الثوري، الذي يهدف إلى تغيير واقع المجتمع وظروفه، ولكن جميع الأيديولوجيات تكون متشابهة في شيء واحد، وهو أسلوبها العاطفي وطبيعتها المحركة لعقول الجماهير. ومن ثَم، تعبّر الأيديولوجيا، بصورة عامة، عن أفكار يعجز العلم الموضوعي عن برهان حقيقتها وشرعيتها، لكن قوة هذه الأفكار تظهر من خلال نغمتها العاطفية وأسلوبها المحرك للجماهير، والذي يتناسب مع الحدث الاجتماعي الذي يمكن القيام به. أما المفهوم الماركسي للأيديولوجيا، فيُعبّر عن شكل وطبيعة الأفكار التي تعكس مصالح الطبقة الحاكمة، التي تتناقض مع طموحات وأهداف الطبقة المحكومة، خصوصًا في المجتمع الرأسمالي.

## مفهوم الأيديولوجيا
الأيديولوجيا هي علم الأفكار وأصبحت تطلق الآن على علم الاجتماع السياسي تحديدا ومفهوم الإيديولوجيا مفهوم متعدد الاستخدامات والتعريفات، فمثلاً يعرفه قاموس علم الاجتماع بمفهوم محايد باعتباره نسقًا من المعتقدات والمفاهيم (واقعية ومعيارية) تسعى إلى تفسير ظواهر اجتماعية معقدة من خلال منطق يوجه ويبسط الاختيارات السياسية أو الاجتماعية للأفراد والجماعات وهي من منظار آخر نظام الأفكار المتداخلة كالمعتقدات والأساطير التي تؤمن بها جماعة معينة أو مجتمع ما وتعكس مصالحها واهتماماتها الاجتماعية والأخلاقية والدينية والسياسية والاقتصادية وتبررها في نفس الوقت.

### مستويات الأيديولوجيا
يحدد كارل مانهايم في كتابه «الأيديولوجيا واليوتوبيا» مفهوم الأيديولوجيا، من خلال مستويين:
- المستوى التقويمي: وهو يتعامل مع الأيديولوجيا على أساس أنها تتضمن أحكاماً تُعني بواقع الأفكار، وبناءات الوعي.
- المستوى الدينامي: فيما يتناول المستوى الدينامي الأيديولوجيا من خلال سمتها الدينامية، على أساس أن هذه الأحكام دائماً ما تُقاس من طريق الواقع، ذلك الواقع الذي يحيا في ظل تدفق ثابت أو جريان دائم.[8]

### أنماط الأيديولوجيا
يشير مانهايم إلى ما أسماه بـ«التشوه الأيديولوجي» والوعي الزائف، أي التفسير غير الصادق الذي يضعه شخص ما. وهذا ما أكد عليه ديفيد هوكس من أن كلمة «أيديولوجيا» تشير أحياناً إلى طريقة خاطئة في التفكير على نحو نسقي، ووعي زائف.
وفرّق مانهايم بين نمطين من الأيديولوجيا، هما:
- الأيديولوجيا الخاصة التي تتعلق بمفهوم الأفراد وتبريراتهم للمواقف التي تهدد مصالحهم الخاصة؛
- الأيديولوجيا الكلية التي تتعلق بالتفكير السائد داخل الطبقة أو الحقبة التاريخية، كما هو الحال لنمط التفكير السائد لدى البرجوازية أو البروليتاريا (الطبقة العاملة).

وفي ضوء ذلك عرّف الأيديولوجيا بوصفها مجموعة قيم أساسية ونماذج للمعرفة والإدراك، ترتبط ببعضها وتنشأ صلات بينها وبين القوى الاجتماعية والاقتصادية. فإذا أخذنا بتصور مانهايم هذا لمفهوم الأيديولوجيا، نستطيع أن نميز في أي مجتمع طبقي بين أيديولوجيتين:
- أيديولوجيا الجماعات الحاكمة التي تريد فرض تصوراتها وأفكارها على بقية أفراد المجتمع، وتبرير الأوضاع الراهنة والدفاع عنها.
- أيديولوجيا الجماعات الخاضعة، التي تحاول تغيير هذه الأوضاع لصالحها وإحداث تغيرات في بناء القوة القائم، بما في ذلك تحقيق العدالة الاجتماعية وتوزيع الدخول توزيعاً عادلاً.[10]

### تعريفات أخرى للأيديولوجيا
أما ديفيد جيري، وجوليان جيري، فيقدمان عدداً من التعريفات الخاصة بمفهوم الأيديولوجيا على النحو التالي:
- أن الأيديولوجيا هي نسق من الأفكار يحدد السلوك السياسي والاجتماعي.
- أن الأيديولوجيا - بصورة أكثر تحديداً - هي أي نسق من الأفكار يبرر خضوع جماعة أو طبقة ما، لجماعة أو طبقة أخرى، مع إضفاء نوع من الشرعية على هذا الخضوع.
- أن الأيديولوجيا هي معرفة موسوعية شاملة، قادرة على تحطيم التحيز وذات قدرة على الاستخدام في عملية الإصلاح الاجتماعي.[11]

ويُلاحظ أن المعنى الأول والثاني بوصفهما أصبحا، في الواقع، محور الاهتمام الرئيس لمفهوم الأيديولوجيا. فيما ذهب "أنتوني جيدنز" في تعريفه للأيديولوجيا أنها مجموعة من الأفكار والمعتقدات المشتركة، التي تعمل على تبرير مصالح الجماعات المهيمنة. وتوجد الأيديولوجيات في كافة المجتمعات، التي توجد بها نظم راسخة لعدم المساواة بين الجماعات. ويرتبط مفهوم الأيديولوجيا ارتباطاً وثيقاً بمفهوم القوة؛ لأن النظم الأيديولوجية تعمل على إضفاء المشروعية على تباين القوة، التي تحوزها الجماعات الاجتماعية.
ولكن هناك من عرَّف الأيديولوجيا بشكل حيادي، بوصفها نسقاً من المعتقدات والمفاهيم، والأفكار الواقعية والمعيارية معاً. ويسعى هذا النسق في عمومه إلى تفسير الظواهر من خلال منظور يوجه ويبسط الاختيارات السياسية والاجتماعية للأفراد والجماعات. ويوضح هذا التعريف الدلالات الحيادية للأيديولوجيا، التي اكتسبها المفهوم من تعدد الأنساق الفكرية التي عملت على إظهار مدى التوازن بين الجانبين الواقعي والمعياري، بوصفهما يمثلان مقومات الأيديولوجيا.
وتتميز الأيديولوجيا بأنها غير ثابتة ثباتاً مطلقاً، وإنما تتمتع بخاصية الدينامية؛ لأنها تشهد عمليات نمو وتحول وربما اختفاء وظهور جديدة. ويحدث ذلك في ضوء الأوضاع والمواقف الاجتماعية المختلفة والمتغيرة. فكثيراً ما تتعرض المجتمعات لقلاقل داخلية أو خارجية، تظهر في شكل انحرافات معينة عن الأيديولوجيا السائدة، أو في شكل تغيرات مهمة في البنية الاجتماعية والاقتصادية، أو في شكل صراع بين القيم الخاصة والعامة والآراء والاتجاهات. كما قد تظهر هذه القلاقل نتيجة لكوارث طبيعية، أو ثورات، أو غزوات، أو غير ذلك. في مثل هذه الحالات، قد تدخل عناصر جديدة إلى النسق الأيديولوجي أو تلغي بعض عناصره، أو يتم تعديل بعضها لتتواءم مع الواقع الاجتماعي الجديد.
ويجعلنا هذا نؤمن بأن النسق الأيديولوجي ليس فكراً جامداً؛ ولكنه دينامي متطور. فعلى سبيل المثال، كان العَالم ينقسم إلى معسكرين، هما الشرقي والغربي، ونتيجة لعمليات وسياسات الاستقطاب والحرب الباردة وتأثيراتها ظهرت أيديولوجيا «الحياد الإيجابي» و«عدم الانحياز». وكذلك نتيجة للصراع الدائم بين الأيديولوجيا الاشتراكية والرأسمالية، انهارت الأيديولوجيا الاشتراكية وتفردت الراسمالية.
وقد أوضح كارل مانهايم هذه الفكرة (أي أن الأيديولوجيا قابلة للتغيير والتعديل وفق ما يطرأ على المجتمع من أوضاع ومواقف تتطلب هذا التغيير) فيقول: "إن السؤال الذي يطرح نفسه الآن هو: كيف يستطيع الإنسان أن يحيا ويستمر في حياته وتفكيره، في وقت أصبحت فيه الأيديولوجيا واليوتوبيا تفرض نفسها على مسارات حياته؟ فقد اعتقد الإنسان منذ وقت طويل أن تفكيره هو جزء من وجوده الروحي، وأنه ليس حقيقة واقعية حسية؛ ولكن هذا الاعتقاد قد تغير حتى من داخل الإنسان نفسه. وقد كان التغير الأيديولوجي يعني لدى الإنسان إعادة توجيه للقيم التي يشتق منها السلوك. ولكن في العصر الحديث تعاظم الاعتقاد بأننا لا يمكن أن نعيش على وتيرة واحدة، أو على مبدأ فكري واحد.

## آراء
يعرف البعض الإيديولوجيا كقناع أو كتعارض مع العلمية أو حتى كرؤية للكون والقاسم المشترك بين هذه التعريفات أنها تطرح علاقة مركبة بين الواقع والإيديولوجيا فهي تعكسه وتحاول تسويغه أيضا والواقع ليس مجرد واقع مادي بل واقع اجتماعي نفسي روحي وهو واقع إلى جانب تطلعات وآمال.
إن الأيديولوجيا تقوم بدور الوسيط لأنها نسق رمزي يستخدم كنموذج لأصناف أخرى: اجتماعية ونفسية ورمزية وهي قد تشوه الواقع أو تخطئه لكنه تشويه يعكس حقائق معينة ويطمس أخرى لتوصيل رسالة معينة للمؤمنين بها. فقدرة الإيديولوجيا تكمن في قدرتها على الإحاطة بالحقائق الاجتماعية وصياغتها صياغة جديدة؛ فهي لا تستبعد عناصر معينة من الواقع بقدر ما تسعى لتقييم نسق يضم عناصر نفسية واجتماعية ودينية.إلخ، مماثل للواقع الذي تدعو إليه الإيديولوجية.
إن السؤال الذي تثيره الأيديولوجيا هو مدى فعاليتها في رسم صورة للواقع الاجتماعي وتقديم خريطة له وأن تكون محورا لخلق الوعي الجمعي. واستخدام مفهوم الإيديولوجية كأداة تحليلية يتطلب تعدد مستويات البحث بوصف منطقها الداخلي وحتى ادعاءاتها عن نفسها وسماتها الأساسية كجانب معبر عن الواقع.
تتم دراسة الإيديولوجيا لتقييم مدى عكسها للواقع، وهذا يتطلب دراسة البدائل التاريخية المتاحة والنظر للإيديولوجيا في نتائجها الإنسانية على الجماعة والتطور الاجتماعي. إن دراسة الأيديولوجيا تتطلب الجمع بين مدخلين محاولة الوصول لأنماط عامة بالمفهوم العلمي ومدخل دراسة المنحنى الخاص للظاهرة في تعيينها، أو بعبارة أخرى: دراسة الشكل الخاص للعلاقة بين البناء الفوقي والبناء التحتي وهي علاقة جدلية تبادلية التأثير، فكلا البنائين الفوقي والتحتي يكتسب هويته المتعينة من خلال الآخر آخذا في عين الاعتبار أن البناء التحتي ليس وجودا ماديا فحسب بل وجودا ماديا وحضاريا وفكريا.
وقد برز عديد من العلماء منهم العالم الأمريكي الكبير اليوناردو بسكرفت والعالم الياباني تيريز هوشرينادا والعالم الألماني تروا بورتن والعالم الذي فاقهم شهرة وانتشرت مؤلفاته في إنجلترا زييكس ماركيز.

## الخصائص الأساسية للأيديولوجيا
حسب ويلارد مولنز فإن الخصائص الأساسية الواجب وجودها في الإيديولوجيا لكي تدعى بالتالي أيديولوجيا هي:
- يجب أن تكون لها سلطة على الإدراك.
- يجب أن تكون قادرة على توجيه عمليات التقييم لدى المرء.
- يجب أن توفر التوجيه تجاه العمل.
- يجب أن تكون متماسكة منطقيًا.

## أنواع الأيديولوجيا
من أنواعها:
- الإيديولوجيا العلمية.
- الإيديولوجيا الفكرية.
- الإيديولوجيا الطبيعية.[17]